# Ryan Bader
Ryan DuWayne Bader, född 7 juni 1983 i Reno, är en amerikansk MMA-utövare som tävlar i organisationen Bellator MMA där han sedan 24 juni 2017 är mästare i lätt tungvikt. Bader tävlade 2008–2016 i organisationen Ultimate Fighting Championship.